# 吉川元春
吉川元春（1530年－1586年12月25日）是日本戰國時代至安土桃山時代的武將。父親是毛利元就。
被父親元就送到出自於母親妙玖娘家藤原南家流的安藝國名門吉川氏為養子，其後繼承吉川家的家督，是為吉川家第十四代家督。以後以毛利兩川之一的身份，與三弟小早川隆景一同建構起毛利家發展的基礎，主要負責山陰道的政務與軍事。

## 生平

### 年幼時期
在享祿3年（1530年）於安藝吉田郡山城出生，家中排行次男。天文9年（1540年），在出雲國的尼子晴久侵攻之際，無視父親反對（理由是未元服）以10歲的年紀而出陣，此戰成為初陣（吉田郡山城之戰）。
天文12年（1543年）8月，接受哥哥毛利隆元的偏諱（「元」字）而改名為元春（因為「元」字是毛利氏的通字，所以不是隆元所賜的可能性相當高）。天文16年（1547年），母親吉川妙玖病逝，最後可以和吉川家維持關係的人不復存在，吉川興經生怕毛利家會併吞吉川家，到處拉攏找盟友與毛利家分庭抗禮，而前去與熊谷信直說以大義並表明毛利元就與熊谷信直有殺父之仇的仇恨在，早在先前父親初陣有田中井手之戰擊敗今項羽之稱的武田元繁與其部下熊谷元直。為此熊谷與毛利自然有不可化解的殺父之仇，吉川興經用此雙方的矛盾，說服熊谷信直與自己結盟，不料元春以自己的意願，而與熊谷信直的女兒新莊局結婚，使吉川興經的計畫成為泡影，反而加入元春快速入主吉川家的速度，吉川家的勢力變得更加孤立，熊谷家與毛利家結盟並使熊谷信直列入毛利一門眾。

### 繼承吉川家
在天文16年（1547年）7月成為母方的吉川家表哥吉川興經的養子，這是與興經不和的叔父吉川經世(吉川妙玖的兄長)為首的吉川家臣團勸告，於是興經逼不得已才答應。條件是對興經的生命作出保証，於是興經的兒子千法師成為元春的養子，約定在成長後令千法師繼承家督。天文19年（1550年），元就強制令興經隱居，於是元春繼任家督並成為吉川氏第十四代的當主，元就擔心興經的存在會使元春無法有效統率吉川家。而后熊谷信直與天野隆重受命殺害興經和兒子千法師，於是毛利家成功奪取名門吉川家。
此後元春進入安藝吉川家祖傳的據點小倉山城，在要地築起日野山城並把據點移動到該城。与三弟隆景一同被稱為「毛利的兩川」（毛利の両川），負責山陰地方的政治和軍事。

### 與大內、尼子爭戰
在弘治元年（1555年）的嚴島之戰中率領吉川軍幫助小早川軍，擊滅義兄弟陶隆房率領的大內軍。在弘治2年（1556年）開始遠征石見國，數度擊退尼子晴久（忍原崩、降露坂之戰）。弘治3年（1557年），在父親隱居後，與隆景一同支持毛利家並成為家中核心人物。
在永祿8年（1565年）的第二次月山富田城之戰中以主力身份參戰並立下極大武功，於永祿9年（1566年）降伏尼子義久。
從永祿12年（1569年）開始與希望再興尼子氏的尼子家舊臣山中幸盛等人率領的尼子軍戰鬥。在布部山之戰中擊破尼子軍，同年，與毛利家敵對的大友宗麟之下寄身的大內氏一族大內輝弘侵攻周防國。對此，被授與軍權的元春在大友家的援軍還未完全集結時，一口氣進攻輝弘並令其自殺（大內輝弘之亂）。在元龜2年（1571年）使用謀略攻擊尼子勝久堅守的末石城並捕獲山中幸盛，令勝久敗走（此後，幸盛用計成功逃走）。

### 與織田信長爭戰
元龜2年（1571年），父親元就死去後，與三弟隆景一同負責輔佐侄兒毛利輝元（隆元的嫡男）。
被元春擊敗的尼子勝久等人投靠在中央擴大勢力的織田信長，於是勝久等人在得到信長援助之下持續抵抗。還有在天正4年（1576年），於最後的室町幕府將軍足利義昭投靠毛利氏而下向至安藝國鞆後，毛利家決定與織田氏對立。天正5年（1577年），受織田信長之命的織田氏重臣羽柴秀吉率領中國遠征軍侵攻播磨國。元春對此迎擊，於天正6年（1578年）攻擊尼子勝久和山中幸盛死守的上月城，勝久等人在降伏後自殺。而山中幸盛亦遭到處刑，於是令尼子再興軍被消滅（上月城之戰）。
此後元春在各地持續與織田軍戰鬥，天正8年（1580年），三木城被攻陷，城主別所長治自殺。於是備前國的宇喜多直家和伯耆國的南條元續投向織田家，豐後國的大友宗麟亦與信長呼應而侵攻毛利的領地。天正9年（1581年），因幡國鳥取城的吉川一族吉川經家自殺等，毛利家漸漸處於劣勢。
天正10年（1582年），清水宗治等人守備的高松城被羽柴秀吉攻擊，元春與輝元、隆景等人一同前往救援（備中高松城之戰）。不過因為秀吉的水攻而沒能作出積極的行動，而秀吉亦因為害怕與元春等人的戰鬥會令損失擴大而沒有迎擊，於是戰線陷入膠着狀態。
就在這樣的情況下，織田信長在同年6月2日因為明智光秀謀反而燒死（本能寺之變）。羽柴秀吉把本能寺之變的消息向毛利方隱密，更向毛利氏的外交僧安國寺惠瓊送出「毛利家的武將中已經有很多人會投向我們」的消息，因此毛利方陷入疑惑當中，於是雙方達成和睦。結果備中高松城開城，城主清水宗治等人切腹。織田軍從備中國撤退。
根據『川角太閤記』中記載，元春主張在此時追擊，不過被隆景制止。另一方面，在『吉川家文書』中，元春和隆景都認為追擊是無謀之舉，如果失敗的話會令毛利滅亡，於是放過為了討伐光秀而撤走的秀吉。

### 猛將的末期
在天正10年（1582年）末期把家督讓予嫡長男元長後，並隱居不問世事。秀吉對兩川的元春與隆景頗為敬重，秀吉卑躬屈膝邀請元春出仕，但元春一度看不起一介賤民出身的秀吉，而我毛利家乃是鎌倉時代鎌倉幕府的御家人源賴朝的心腹謀臣大江廣元後代，認為出身等級差太多，不屑出仕於秀吉。此後在吉川氏一族的石經有讓出的地方建設隱居館。此館後來被稱為「吉川元春館」，不過其實在元春生前還未完成。
後來毛利氏幫助秀吉奪取天下，天正13年（1585年），隆景積極地參加秀吉的四國征伐，而吉川軍則以元長為總大將出陣，元春本人沒有出陣。
天正14年（1586年），受到已經成為關白的豐臣秀吉強烈邀請，加上因為三弟隆景和侄兒輝元等人遊説，於是以隱居的身份參加九州征伐。不過此時元春因為化膿性炎症（一說為癌）而令身體狀況轉差，因此在出征前就在豐前小倉城二之丸中死去。享年57歲。

## 關於妻子的逸話
元春把熊谷信直的女兒新庄局娶為正室，一生中都沒有娶過側室並誕下4男2女。
通說指新庄局是醜女，在宣阿的『陰德太平記』卷十六「元春娶熊谷信直之女事」中記載，在元春與兒玉就忠談及婚事時提出要迎娶被評為醜女的熊谷信直的女兒，在驚訝的就忠確認時，說出「明明信直的女兒醜到誰都不想跟她結婚，如果元春會娶的話，信直會很高興，為了元春而連性命都肯付出吧」（信直の娘は醜く誰も結婚しようとはしないので、もし元春が娶れば信直は喜び、元春のために命がけで尽くすだろう）的說話。
這段婚姻被當作是要把勇猛的熊谷信直勢力拉成己方的政略結婚，另一方面亦意味著令自己不要沉迷女色。而這段夫婦關係最後亦相當圓滿，元春和新庄局之間誕下吉川元長、毛利元氏、吉川廣家等子女。但是嫁給武田光和的信直妹妹卻被稱為絕世美人（這個妹妹與安藝武田氏離婚亦可能是熊谷氏背叛安藝武田氏的原因），姑姪之間的樣貌如此不同亦成為疑問，實況不明。而與此事相似有「諸葛亮選婦」的故事。
在吉川廣家氏前出現的『安西軍策』中並沒有記述元春夫人（熊谷氏）的樣貌有問題。不過在香川正矩的『陰德記』中則出現「器量（相貌？）很差」（器量が悪い）的記述，應該是從『陰德太平記』中轉述過來。一説是因為患有天花而造成容顔醜惡，而信直以此為理由拒絕婚約，不過元春則認為以此理由而違背約定不好，於是雙方結婚。還有，在史料中沒有記載容貌而在後期的作品中卻形容為醜陋的例子有龐統，而答應迎娶因為生病而令容貌惡化的女子的例子有明智光秀和高橋紹運的逸話，實情不明。
不過在後來元春送給被形容為傻子（うつけ）的吉川廣家的夫婦連名書狀中，似乎形容新庄局是吉川家中的良妻賢母。

## 吉川本太平記
『太平記』是描述日本南北朝時代爭亂的軍記故事，所以在日本戰國時代的武人亦相當愛讀。
在討伐尼子氏的陣中，元春曾抄寫『太平記』40卷，即是現在流傳的『吉川本』。因為吉川本太平記是元春自身書寫，現在是屬於財團法人吉川報效會，在岩國市的吉川史料館中保管。而且太平記本文是以片假名記錄，因此亦保留了古代日文的形式。
根據最後的紅字記載，元春在永祿6年（1563年）12月寫下第1冊，此後開始書寫其餘各卷，在永祿8年（1565年）7月完成第39冊。亦有自己寫的太平記目錄。
『太平記』有許多異本存在，其中被認為最接近原作的是『神田太平記』，不過神田本缺失了第14卷。吉川本與神田本的內容亦相當接近，而且因為全卷完備，所以被當作研究日本古典文學的貴重資料。在昭和34年（1959年）12月18日被指定為日本重要文化財（書蹟）。

## 登場作品
小說
- 吉川元春：支撐毛利的勇將（PHP研究所、濱野卓也（日语：浜野卓也）著）
- 不向關白低頭的男人：吉川治部少輔元春（文藝春秋、南條範夫（日语：南條範夫）著）

電視劇
- 太閤記（日语：太閤記 (NHK大河ドラマ)）（1965年、NHK大河劇、演：二本柳寛）
- 毛利元就（1997年、NHK大河劇、演：松重豐）
- 戰國疾風傳 二人軍師（日语：戦国疾風伝 二人の軍師 秀吉に天下を獲らせた男たち）（2011年、TX、演：大友康平）
- 軍師官兵衛（2014年、NHK大河劇、演：吉見一豐（日语：吉見一豊））

漫畫
- 戰國天正記（講談社、宮下英樹（日语：宮下英樹）作）

遊戲
- 戰國大戰（日语：戦国大戦）（SEGA）

## 外部連結
- 吉川史料館（页面存档备份，存于）
- 安芸吉川元春館（页面存档备份，存于）
- 吉川元春史跡巡り（页面存档备份，存于）